# STYX (Fachsoftware)
STYX ist der Name eines Programmbausteins für Umweltinformationssysteme des gewässerkundlichen Landesdienstes und dient  der Erfassung, Verwaltung, Auswertung und statistischen Bewertung von Messdaten des Grundwassers.  
1993 entwickelten die Wasserwirtschaftsämter Brandenburgs, Sachsens und Thüringens gemeinsam ein Computerprogramm unter dem Betriebssystem MS-DOS für die Verwaltung und Auswertung gewässerkundlicher Daten, speziell von Grundwasserdaten.
Ziel war die Weiterführung der seit Anfang des 20. Jahrhunderts in Deutschland durch die Preußische Landesanstalt für Gewässerkunde definierten und in Ostdeutschland nach Ende des Zweiten Weltkrieges beibehaltenen Standards bei der Erhebung und statistischen Auswertung von Grundwasserdaten. Die in der DDR (per TGL) verbindlichen Regeln waren von der LAWA empfohlen, aber durch DIN-Regeln nicht definiert.
Ab etwa 2005 wurde STYX auf das Betriebssystem Microsoft Windows und das
Datenbankmanagementsystem Oracle umgestellt. Die Nutzeroberfläche wurde mit DELPHI entwickelt. Durch Implementation eines GIS-Viewers wurde die Visualisierung wesentlich verbessert. STYX ist kompatibel zur geologischen Datenbank GeoDin.

## Verweise
1. ↑  Umweltdaten aus Brandenburg. Bericht 2005. Potsdam 2005, S. 202
2. ↑  Grundwasser-Leitfaden. Dresden 2005, S. 19 u.29
3. ↑  Umweltdaten 2005. Jena 2005, Kapitel "Datendienste für Grundwasser". (STYX bis 2003 im Einsatz)